# Brachytome hainanensis
Brachytome hainanensis là một loài thực vật có hoa trong họ Thiến thảo. Loài này được C.Y.Wu ex W.C.Chen mô tả khoa học đầu tiên năm 1987.